# 의관남도

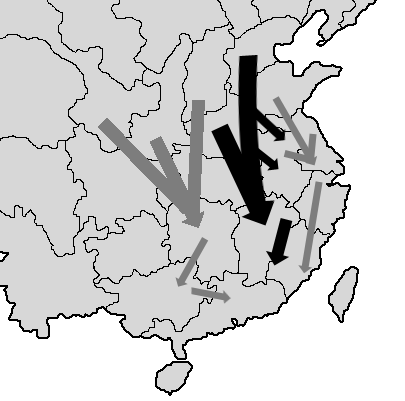
중원(中原) 씨족의 남방 이주

의관남도(衣冠南渡)는 진(晉)의 중원 정권과 문명이 대규모로 남하하여, 황하(黃河) 유역에서 장강(長江) 유역으로 이전한 것을 말한다. 팔왕의 난(八王之亂) 이후 진 회제(懷帝)와 진 민제(愍帝) 시대에는 여전히 끊임없이 전쟁이 있었고 중앙 평원은 비어 있었고 내륙으로 이주한 주변 유목민, 어업 및 수렵 부족이 차례로 정권을 세워 서진(西晉)을 위협하였으나, 결국 흉노(匈奴)가 중앙 조정을 패퇴시켰으니, 이를 '영가의 난(永嘉之亂)'이라고 하였다. 동시에 동진 원제(元帝) 사마예(司馬睿)는 강남(江南)을 관리하고 서진의 수도 낙양(洛陽)에서 남쪽으로 도망 온 중원 한족 사족(士族)들을 맞이했다. 왕도(王導)는 남하한 북방 사족들에 힘입어 강동(江東)의 유력자들을 규합하고 사마예를 도와 조정을 다시 세웠으니, 역사에서는 '영가지란, 의관남도'라고 한다. 진 왕실이 도강한 이후, 강동 건강(建康) (지금의 남경南京)에 수도를 세웠으니, 이를 동진(東晉)이라 한다. 즉 고대 중국 정통 왕조가 최초로 중원에서 강남으로 천도한 것으로, 손오(孫吳)의 뒤를 이어 강남이 건립한 제2의 한인 왕조이다. 손오와 동진은 나머지 남조(南朝) 4개 왕조와 함께 육조(六朝)로 부른다.

## 각 지역 상황

### 복건
복건(福建)에는 당(唐) 초기에 '영가지란(永嘉之亂), 의관입민(衣冠入閩)'이라는 전설이 나타나기 시작했으며, 늦어도 당송(唐宋) 사이 '의관남도, 팔성입민(八姓入閩)'이라는 서술까지 등장하였다. 영가 2년(308)부터 중원 사족들이 대규모로 복건에 들어오기 시작했는데, 주요 8성(八姓)은 임(林), 진(陳), 황(黃), 정(鄭), 첨(詹), 구(丘), 하(何), 호(胡)이다. 위진남북조(魏晉南北朝) 역사를 전문으로 하는 권위적 역사가 왕중락(王仲犖) 교수는 영가(永嘉) 원년(307)부터 유송(劉宋) 태시(泰始) 2년(466)까지 160년 동안 북방에서 온 피난민들은 7단계에 걸쳐 남하했는데, 남하한 사람들은 대부분 형주(荊州), 양주(揚州), 양주(梁州), 익주(益州) 등지에만 도착했을 뿐 복건에 들어온 기록은 없었다고 본다. 복건사범대학(福建師範大學) 사학과의 주유간(朱維幹) 교수 역시 '의관입민설'은 근거가 없을뿐만 아니라 4 세기 당시의 역사적 상황에서 벗어난 것이라고 본다.

### 강남
동진은 건강에 수도를 세웠고 사족들이 대거 화북(華北)에서 강남(江南) 일대로 남하하면서, 강남에 뿌리를 내렸다. 남하한 화북 사족을 '교성(僑姓)'이라고 한다. 이중 제일은 낭야왕씨(琅琊王氏), 진군사씨(陳郡謝氏), 진군원씨(陳郡袁氏), 난릉소씨(蘭陵蕭氏)라고 하며, 합하여 '왕·사·원·소(王·謝·袁·蕭)'라고 한다.
이외에도 기타 남하 사족으로는 청주자사부(靑州刺史部)에서 강남으로 온 조적(祖逖)과 소준(蘇峻)이 있다.

#### 대표인물
- 왕도(王道) : 서진(西晉)이 멸망하자 남하하여 동진 원제가 강남에서 정권을 안정시키는 것을 도왔다.
- 사안(謝安) : 진의 명재상, 동진을 도와 비수대전(淝水大戰)에서 승리함.

## 같이 보기
- 건염남도
- 의관남도
- 객가족
- 대만 학교 재개 및 홍콩 학교 재개

## 참고문헌
1. ↑  詹琲. “《全唐詩》卷七百六十一‧《永嘉亂，衣冠南渡，流落南泉，作憶昔吟》”. 中國哲學書電子化計劃. 2015년 3월 19일에 원본 문서에서 보존된 문서. 2021년 12월 26일에 확인함. 憶昔永嘉際，中原板蕩年。衣冠墜塗炭，輿輅染腥膻，國勢多危厄，宗人苦播遷。南來頻灑淚，渴驥每思泉。
2. ↑  路振《九國志》：永嘉二年（308年）中州板荡，衣冠始入闽者八族：林、陈、黄、郑、詹、邱、何、胡是也。以中原多事，畏难怀居，无复北向。
3. ↑  王仲荦，《魏晋南北朝随唐史》第五章，第二节
4. ↑  朱維幹，《福建史稿》（福州：福建教育出版社，2008年二版），上冊，頁57-62。《福建简志》第二章，《八闽入闽传说》，第十七页，1963年油印本。